# Benjamin Bathurst

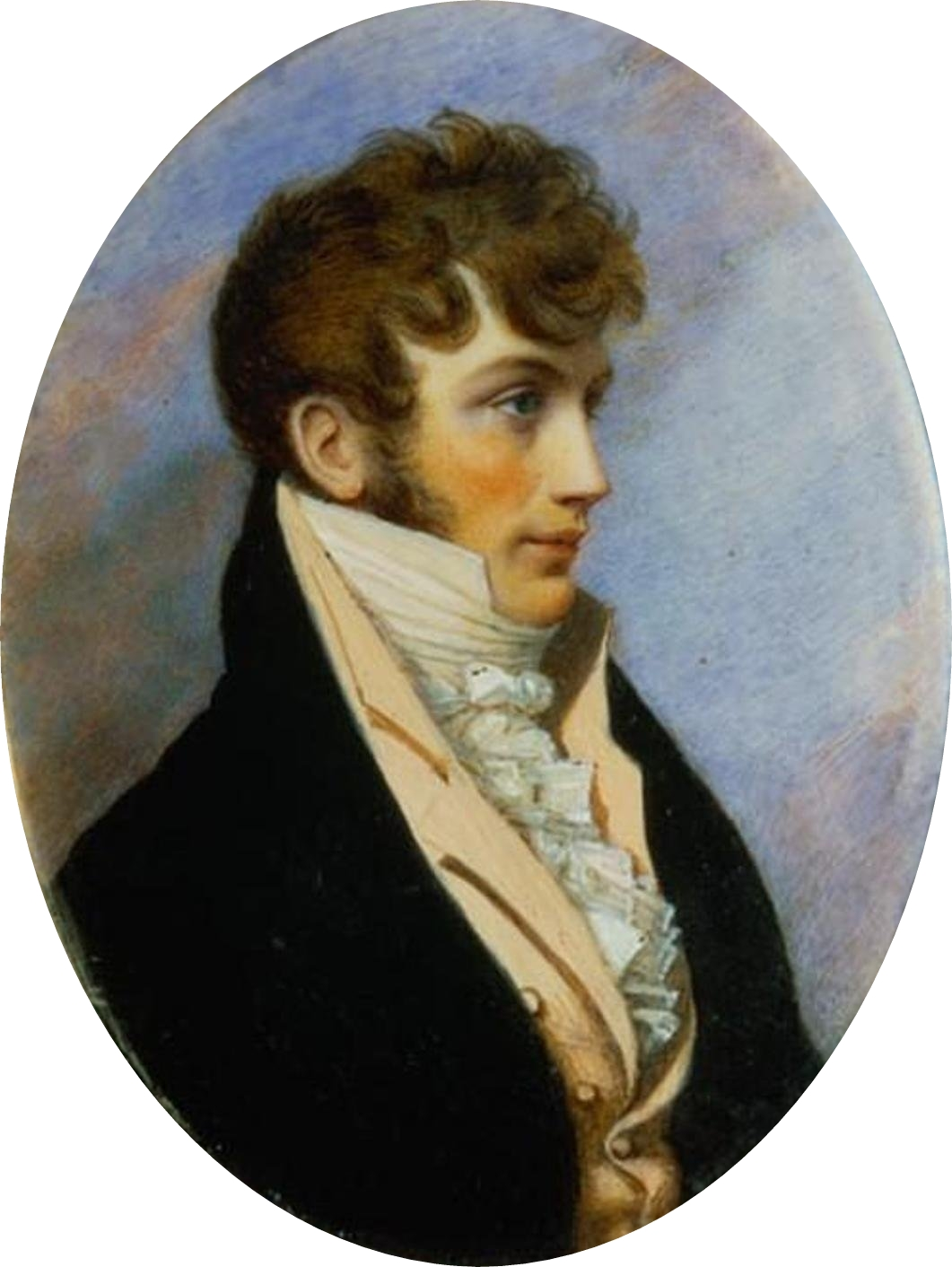
Benjamin Bathurst

Benjamin Bathurst (* 14. März 1784 in London; verschwunden 25. November 1809 in Perleberg) war ein britischer Diplomat.

## Leben
Bathurst war der dritte Sohn des Bischofs von Norwich, Henry Bathurst. Seine Schwester war die Dichterin Caroline Champion de Crespigny (1797–1861). Er trat früh in den diplomatischen Dienst ein.
Im Jahre 1809 wurde er mit einer diplomatischen Mission beauftragt. Er hatte dem österreichischen Kaiser Franz I. Vorschläge zur Erneuerung des Bündnisses zwischen Großbritannien und Österreich überbracht, in denen Franz zu einer Kriegserklärung gegen Frankreich ermutigt wurde. Diesen Vorschlägen stimmte der Kaiser im April 1809 zu, Bathurst hatte seine Mission somit erfolgreich abgeschlossen.
Der Krieg nahm jedoch einen ungünstigen Verlauf und endete mit der österreichischen Niederlage bei Wagram am 6. Juli 1809. Bathurst musste Wien überstürzt verlassen und nach London zurückkehren. Er entschied sich gegen eine Reise über das Mittelmeer und wählte stattdessen eine Route, die ihn auf dem Landweg nordwärts durch nominell neutrale Staaten des Rheinbunds von Berlin nach Hamburg führen sollte.

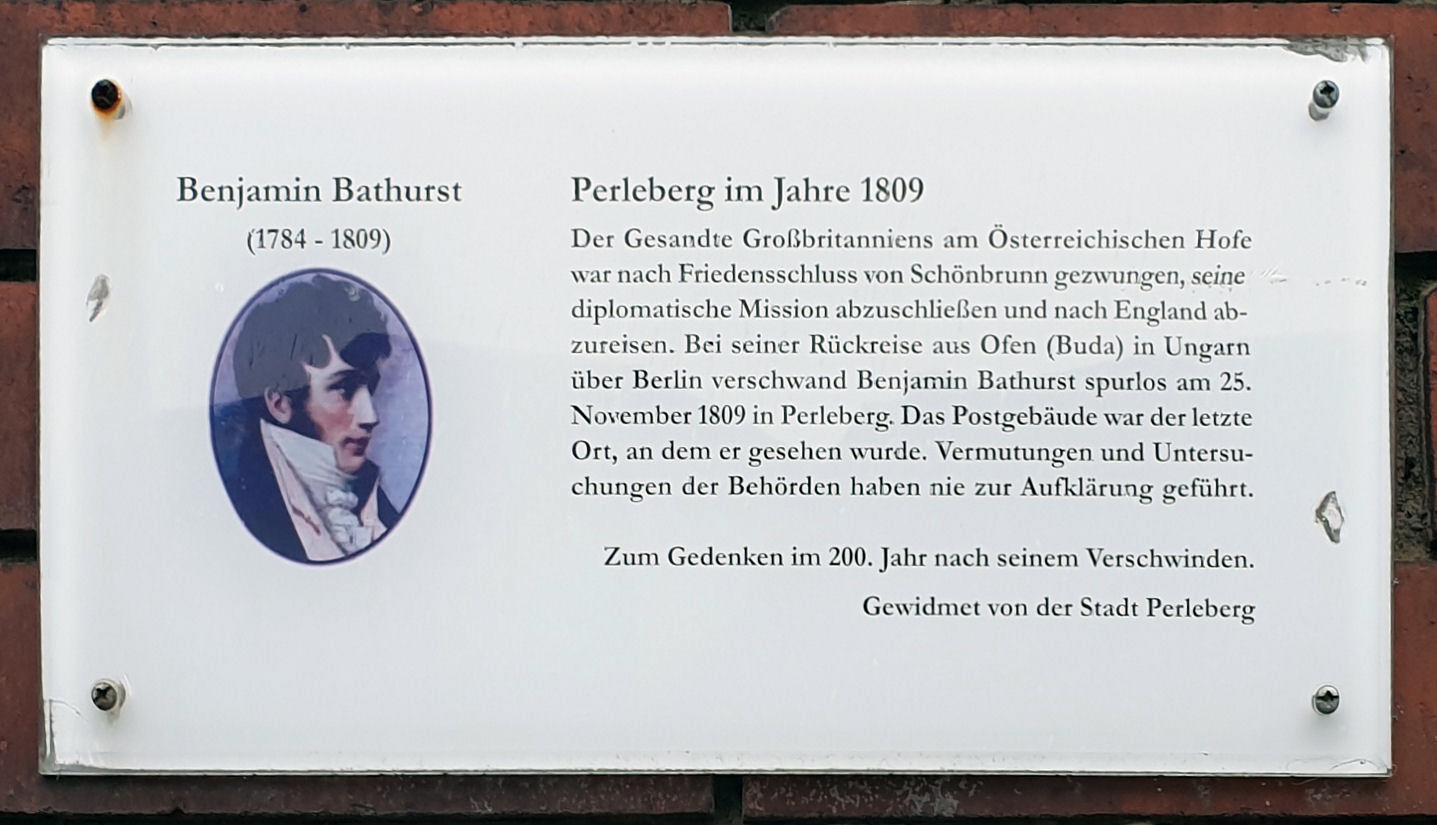
Gedenktafel am Haus, Am Hohen Ende 27, in Perleberg

Am 25. November erreichte Benjamin Bathurst, der aus Sicherheitsgründen unter der falschen Identität eines Kaufmanns namens Baron de Koch reiste, gegen Mittag die Stadt Perleberg, wo er im Gasthof Zum weißen Schwan eine Rast einlegte und aß. Anschließend soll er den örtlichen Militärkommandanten Friedrich von Klitzing um Schutz ersucht haben, woraufhin dieser ihm zwei Kürassiere zur Seite gestellt haben soll; diese wachten bei Bathurst, bis er sie gegen 19 Uhr fortschickte. Gegen 21 Uhr verließ er das Gebäude, um bei seiner Kutsche die Vorbereitungen zur Weiterreise zu beaufsichtigen. Sein weiterer Verbleib ist unbekannt. Zwei Tage nach seinem Verschwinden wurde der Pelzmantel Bathursts bei Einheimischen aufgefunden, einige Wochen später entdeckte man in einem nahgelegenen Wald die Hose des Verschwundenen mit zwei Einschusslöchern, die jedoch nachträglich fabriziert schienen.
Benjamin Bathurst hinterließ seine Ehefrau Phillida Call (≈1774–1855), die er am 25. Mai 1805 geheiratet hatte, sowie seine Tochter Emmeline. Die Witwe unternahm in Begleitung von Heinrich Roentgen eigene Nachforschungen über den Verbleib ihres Mannes. Auch unternahm sie mit Roentgen eine Reise nach Paris, um die Angelegenheit mit Napoleon Bonaparte persönlich zu erörtern. Der Kaiser versicherte ihr, nichts über den Verbleib ihres Gatten zu wissen, und sicherte ihr seine Unterstützung zu.

## Nachwirkung
Das Verschwinden des Diplomaten fand Eingang in die Populärkultur. So haben beispielsweise der UFA-Film Der höhere Befehl von 1935 (Regie Gerhard Lamprecht, Hauptrollen Karl Ludwig Diehl, Lil Dagover und Heli Finkenzeller) und die Erzählung He Walked Around the Horses des US-amerikanischen Science-Fiction-Autors H. Beam Piper den Vorfall zur Grundlage.